# Jorge Mier Martínez
Jorge Mier Martínez (nascut el 4 de febrer de 1999) és un futbolista asturià que juga com a lateral dret al Múrcia.

## Carrera de club
Nascut a Oviedo, Astúries, Mier es va formar al planter del Real Oviedo. Va debutar com a sènior amb el filial el 21 d'agost de 2016, com a titular en un empat a casa a Tercera Divisió contra el CD Colunga que va quedar 0-0.
Mier va debutar amb el primer equip el 3 de febrer de 2019, entrant com a substitut del golejador Diego Johannesson en una derrota per 2-1 a casa contra el Cádiz CF a la Segona Divisió. Després va jugar regularment amb l'equip B abans de ser ascendit definitivament al primer equip l'1 de juliol de 2021, però va ser cedit al Unionistas de Salamanca CF de la Primera Divisió RFEF el 24 d'agost.
El 23 d'agost de 2022, Mier va rescindir el seu contracte amb l'Oviedo, i va fitxar per la SD Amorebieta l'endemà. Va ser titular indiscutible a l'equip, contribuint amb dos gols en 35 partits en què el club va tornar a la segona divisió al primer intent.
El 15 de juliol de 2024, Mier va fitxar pel Múrcia a la tercera divisió.

## Vida personal
El germà bessó de Mier, Javi, també és futbolista i juga de migcampista. El seu germà gran, Tato, també va ser graduat a les categories inferiors de l'Oviedo.